# You and Your Friend
«You and Your Friend» — шестой трек из альбома 1991 года «On Every Street» британской рок-группы Dire Straits. Эта песня стала пятой песней с данного альбома, выпущенной в качестве сингла, и последним синглом, выпущенным группой. Сингл был выпущен только во Франции и Германии. В конце альбома и DVD «On the Night» было помещено живое исполнение данной песни.
Марк Нопфлер сказал в интервью журналу «Musician»

Примерно в то время, когда мы записали первую запись, у меня была песня под названием «Me and My Friends». Это была вещь [в стиле] южного буги про игру в группе. Я никогда не записывал её, потому что она не была настоящей. В «You and Your Friend» просто есть эта вещь. Мне нравится держать это открытым для людей, чтобы использовать её так, как они хотят. Сделав её конкретной, вы испортите её. Песня может быть просто одиноким криком о какой-то поддержке — так вам понятнее мой образ мышления? Это может быть сексуально. Один из парней видел в этом сложный любовный треугольник. Это может быть что угодно. Но на самом деле это пошло лишь из резонанса «You and Your Friend» вместо «Me and My Friends».
Оригинальный текст (англ.)About the time we recorded the first record I had a song called "Me and My Friends." It was a Southern boogie thing about playing in the band. I never recorded it because it never really... "You and Your Friend" just has that thing. I like keeping it open for people to use in a way that they want. If you make it specific you spoil it. The song could be just a solitary cry for some kind of support — are you going to come around to my way of thinking? It could be sexual. One of the guys saw it as a complicated love triangle. It could be anything. But in fact that came from just the resonance of "You and Your Friend" instead of "Me and My Friends".

## Чарты
| 1992                                    | «You and Your Friend» | — | 49 | 62 | — |
| «—» прочерк означает неучастие в чарте. |                       |   |    |    |   |